# Liste der Baudenkmäler in Aldein
Die Liste der Baudenkmäler in Aldein (italienisch Aldino) enthält die 18 als Baudenkmäler ausgewiesenen Objekte auf dem Gebiet der Gemeinde Aldein in Südtirol.
Basis ist das im Internet einsehbare offizielle Verzeichnis der Baudenkmäler in Südtirol. Dabei kann es sich beispielsweise um Sakralbauten, Wohnhäuser, Bauernhöfe und Adelsansitze handeln. Die Reihenfolge in dieser Liste orientiert sich an der Bezeichnung, alternativ ist sie auch nach der Adresse oder dem Datum der Unterschutzstellung sortierbar.

## Liste
| Foto |                 | Bezeichnung                                                                                         | Standort                                   | Eintragung                   | Beschreibung                                                                             | Metadaten                                       |
| ---- | --------------- | --------------------------------------------------------------------------------------------------- | ------------------------------------------ | ---------------------------- | ---------------------------------------------------------------------------------------- | ----------------------------------------------- |
| ja   | Datei hochladen | Altes Volksschulgebäude ID: 13688                                                                   | Dorf 40-41 46° 22′ 6″ N, 11° 21′ 14″ O     | 16. Feb. 1987 (BLR-LAB 600)  | Schule                                                                                   | KG: Aldein Bauparzelle: 2                       |
| ja   | Datei hochladen | Bachnerhof mit St.-Martins-Kapelle ID: 13698                                                        | 46° 20′ 13″ N, 11° 23′ 59″ O               | 6. Feb. 1978 (BLR-LAB 779)   | Kapelle                                                                                  | KG: Aldein Bauparzelle: 172, 755                |
| ja   | Datei hochladen | Bauer am Lehen ID: 13694                                                                            | Lerch 16 46° 21′ 47″ N, 11° 22′ 38″ O      | 25. Juli 1977 (BLR-LAB 4987) | Ländliches Wohnhaus/Bauernhof                                                            | KG: Aldein Bauparzelle: 102/1                   |
| ja   | Datei hochladen | Bauer am Weg ID: 13693                                                                              | 46° 22′ 34″ N, 11° 21′ 57″ O               | 6. Feb. 1978 (BLR-LAB 779)   | Ländliches Wohnhaus/Bauernhof                                                            | KG: Aldein Bauparzelle: 79/1                    |
| ja   | Datei hochladen | Ebner in Eich mit Marienkapelle ID: 13699                                                           | 46° 20′ 49″ N, 11° 20′ 26″ O               | 6. Feb. 1978 (BLR-LAB 779)   | Bauernhof; die Kapelle befindet sich etwas südlich auf 46° 20′ 47,7″ N, 11° 20′ 26,3″ O. | KG: Aldein Bauparzelle: 222/3, 222/4            |
| ja   | Datei hochladen | Gasthof Krone ID: 13689                                                                             | Dorf 3-4 46° 22′ 5″ N, 11° 21′ 16″ O       | 6. Feb. 1978 (BLR-LAB 779)   | Gasthaus                                                                                 | KG: Aldein Bauparzelle: 4                       |
| ja   | Datei hochladen | Kalditscherwirt unter Jochgrimm ID: 50476                                                           | 46° 20′ 36″ N, 11° 26′ 13″ O               | 4. Feb. 2008 (BLR-LAB 316)   | Ländliches Wohnhaus/Bauernhof                                                            | KG: Aldein Bauparzelle: 249/1                   |
| ja   | Datei hochladen | Kapelle beim Alten Widum ID: 13701                                                                  | 46° 22′ 21″ N, 11° 21′ 17″ O               | 6. Feb. 1978 (BLR-LAB 779)   | Kapelle                                                                                  | KG: Aldein Bauparzelle: 358                     |
| ja   | Datei hochladen | Kapelle beim Scheidner ID: 13702                                                                    | 46° 21′ 59″ N, 11° 22′ 57″ O               | 6. Feb. 1978 (BLR-LAB 779)   | Kapelle                                                                                  | KG: Aldein Grundparzelle: 2373/2                |
| ja   | Datei hochladen | Maria-Schnee-Kapelle auf Jochgrimm ID: 13700                                                        | 46° 20′ 50″ N, 11° 27′ 3″ O                | 10. Apr. 1989 (BLR-LAB 1868) | Kapelle                                                                                  | KG: Aldein Bauparzelle: 298/2                   |
| ja   | Datei hochladen | Mariahilfkapelle beim Troger ID: 13697                                                              | 46° 20′ 19″ N, 11° 23′ 8″ O                | 6. Feb. 1978 (BLR-LAB 779)   | Kapelle                                                                                  | KG: Aldein Bauparzelle: 169/2                   |
| ja   | Datei hochladen | Matznell ID: 13691                                                                                  | 46° 22′ 58″ N, 11° 21′ 8″ O                | 6. Feb. 1978 (BLR-LAB 779)   | Ländliches Wohnhaus/Bauernhof                                                            | KG: Aldein Bauparzelle: 64/1                    |
| ja   | Datei hochladen | Messner ID: 13690                                                                                   | Messnerweg 1 46° 22′ 4″ N, 11° 21′ 7″ O    | 6. Feb. 1978 (BLR-LAB 779)   | Ländliches Wohnhaus/Bauernhof                                                            | KG: Aldein Bauparzelle: 22                      |
| ja   | Datei hochladen | Pfarrkirche St. Wolfgang mit Friedhofskapelle und Friedhof in Radein ID: 13696                      | 46° 20′ 46″ N, 11° 23′ 51″ O               | 6. Feb. 1978 (BLR-LAB 779)   | Kirche                                                                                   | KG: Aldein Bauparzelle: 158 Grundparzelle: 1579 |
| ja   | Datei hochladen | Pfarrkirche zum Heiligen Kreuz und St. Jakob und Helena mit Friedhofskapelle und Friedhof ID: 13687 | 46° 22′ 7″ N, 11° 21′ 15″ O                | 6. Feb. 1978 (BLR-LAB 779)   | Kirche                                                                                   | KG: Aldein Bauparzelle: 1, 311 Grundparzelle: 1 |
| ja   | Datei hochladen | Sommerfrischhaus Baroni mit Maria-Schnee-Kapelle ID: 13692                                          | 46° 22′ 41″ N, 11° 21′ 27″ O               | 16. Feb. 1987 (BLR-LAB 600)  | Villa/Sommerfrischhaus                                                                   | KG: Aldein Bauparzelle: 69/2, 70                |
| ja   | Datei hochladen | Thomaser in Radein mit Lourdeskapelle ID: 13695                                                     | 46° 20′ 56″ N, 11° 24′ 20″ O               | 6. Feb. 1978 (BLR-LAB 779)   | Ländliches Wohnhaus/Bauernhof                                                            | KG: Aldein Bauparzelle: 149, 329                |
| ja   | Datei hochladen | Zirmerhof in Radein ID: 50005                                                                       | Oberradein 59 46° 20′ 55″ N, 11° 23′ 40″ O | 11. Juni 2001 (BLR-LAB 1902) | Ländliches Wohnhaus/Bauernhof                                                            | KG: Aldein Bauparzelle: 144/1                   |

Falls bei einem Baudenkmal keine Koordinaten bekannt sind, werden ersatzweise die Katasterdaten zum Zeitpunkt der Unterschutzstellung angegeben. Diese sind weder offiziell noch zwingend aktuell.
Die vom Landesdenkmalamt übernommenen Adressen können veraltet sein.
| Foto:   | Fotografie des Denkmals. Klicken des Fotos erzeugt eine vergrößerte Ansicht. Daneben finden sich zwei Symbole: |
| ID      | Identifikator beim Südtiroler Landesdenkmalamt                                                                 |
| KG      | Katastralgemeinde                                                                                              |
| MD      | Ministerialdekret                                                                                              |
| BLR-LAB | Beschluss der Landesregierung – Landesausschussbeschluss                                                       |